# タイモン・スクリーチ
タイモン・スクリーチ（Timon Screech、1961年9月28日 - ）は、国際日本文化研究センター研究部教授。日本近世文化・美術専攻。

## 経歴
1985年オックスフォード大学東洋学専攻卒業、1991年ハーヴァード大学で博士号取得。博士論文はのちに『大江戸視覚革命』の邦題で翻訳された。以後SOAS研究員を経てロンドン大学アジア・アフリカ研究所（SOAS）教授を務めた後、2021年9月より現職。
この間シカゴ大学客員教授、学習院大学、早稲田大学、多摩美術大学など客員教授。
早くから日本でも注目され、高山宏らによってその著作は次々と翻訳刊行されている。

## 受賞・栄典
- 2022年（令和4年）、福岡市より福岡アジア文化賞学術研究賞を受賞。
- 2022年（令和4年）、第27回山片蟠桃賞を受賞。

## 家族・親族
- 父マイケル・スクリーチ（1926-2018）は、仏文学（フランス・ルネサンス文学）研究者。
著作の日本語訳もある。また青年兵の駐日経験がある（リンク先は日本人研究者の聞き書き）。

## 日本語訳
- 『大江戸異人往来』 高山宏訳、丸善ブックス 1995／ちくま学芸文庫（改訂版） 2008
- 『江戸の身体を開く』 高山宏訳、作品社 1997
- 『大江戸視覚革命 十八世紀日本の西洋科学と民衆文化』 田中優子・高山宏訳、作品社 1998
- 『春画 片手で読む江戸の絵』 高山宏訳、講談社選書メチエ 1998／講談社学術文庫 2010
- 『江戸の思考空間』村山和裕訳、青土社 1999
- 『定信お見通し 寛政視覚改革の治世学』 高山宏訳、青土社 2003
- 『江戸の英吉利熱 ロンドン橋とロンドン時計』 村山和裕訳、講談社選書メチエ 2006
- 『江戸の大普請 徳川都市計画の詩学』森下正昭訳、講談社 2007／講談社学術文庫（改訂版） 2017
- 『阿蘭陀が通る 人間交流の江戸美術史』 村山和裕訳、東京大学出版会 2011

## 原著
- The Western Scientific Gaze and Popular Imagery in Later Edo Japan. Cambridge: Cambridge University Press,1996（視覚革命）
- Sex and the Floating World: Erotic Imagery in Japan, 1720-1810. London: Reaktion Books, 1998
- The Shogun's Painted Culture: Fear and Creativity in the Japanese States, 1760-1829. London: Reaktion Books, 2000（定信）
- Japan Extolled and Decried: Carl Peter Thunberg and Japan. London: Routledge Curzon, 2005